# Philippe de La Chambre
Philippe de Seyssel, dit de La Chambre, né dans le duché de Savoie en 1490 et mort à Rome le 21 février 1550, est un cardinal du XVIe siècle. Il est membre de l'ordre des bénédictins et un parent de la reine française Catherine de Médicis.
Membre de la famille de La Chambre-Seyssel, il ne doit pas être confondu avec son cousin et homonyme Philippe de La Chambre de Maurienne (mort en 1572), qui fut évêque d'Orange (1560-1572).

## Biographie

### Famille
Philippe, parfois Philibert, est le 4e fils de Louis de Seyssel, comte de La Chambre, et de sa seconde épouse, Anne de La Tour d'Auvergne, veuve d'Alexander Stuart, premier duc d'Albany. Du premier mariage de son père, il a une sœur, et du second il a six frères et sœurs.
Ses deux frères aînés héritent chacun des biens de leur père, donnant naissance à deux branches. Charles († 1551), le troisième, est protonotaire apostolique, abbé du monastère de Bonnevaux, évêque de Mondovi.
Philippe de Seyssel est également dit de La Chambre.

### Carrière ecclésiastique
Destiné à l'Église, il est moire de l'abbaye Saint-Pierre de Corbie, avant d'en devenir abbé, en 1522.
Le pape Clément VII le crée cardinal lors du consistoire du 7 novembre 1533, successivement cardinal-prêtre de Sancti Martini in Montibus, puis de Sancte Marie trans Tiberim, et enfin cardinal-évêque de Frascati. Il est nommé évêque de Belley en 1535 mais il résigne son siège du fait de l'occupation des États de Savoie par les troupes françaises. Il est nommé ensuite administrateur de l'évêché de Cornouaille en 1546, abbé de l'abbaye Saint-Michel du Tréport vers 1547. Le cardinal de La Chambre dit aussi le « cardinal de Boulogne »  participe aux conclaves de 1534 (élection de Paul III) et de 1549-1550 (élection de Jules III).
Il meurt à Rome le 21 février 1550 et il est inhumé dans l'église et couvent de la Trinité-des-Monts.

## Héraldique
Les armoiries de sa famille sont : parti au premier, d'azur, semé de fleur de lis d'or, à la bande de gueules brochant sur le tout (pour La Chambre), au second, gironné d'or et d'azur de huit pièces (pour Seyssel).

### Ouvrage
- Marc de Seyssel-Cressieu, La maison de Seyssel : ses origines, sa généalogie, son histoire d'après les documents originaux, t. 1, Grenoble, Allier frères, 1900, 360 p. (lire en ligne). .